# سنگاپور در المپیک تابستانی ۲۰۲۴
کاروان المپیکی سنگاپور، یکی از کاروان‌های حاضر در بازی‌های المپیک تابستانی ۲۰۲۴ بود. این بازی‌ها از ۲۶ ژوئیه در به میزبانی پاریس پایتخت فرانسه آغاز شد و تا ۱۱ ژوئیه ۲۰۲۴ (۵ تا ۲۱ امرداد ۱۴۰۳ خورشیدی)  ادامه داشت.
این حضور هجدهمین حضور کاروانی از سنگاپور در المپیک بود. نخستین حضور آنها در المپیک ۱۹۶۴ در توکیو به عنوان بخشی از کاروان المپیکی مالزی بود. آنها از آن دوره تا کنون، تنها در بازی‌های المپیک تابستانی ۱۹۸۰ به دلیل تحریم بازی‌های المپیک تابستانی ۱۹۸۰ که به رهبری آمریکا صورت گرفت، شرکت نکردند.
در پایان این دوره از بازی‌ها، سنگاپور در رتبه هشتاد و چهارم رده‌بندی کلی این دوره از بازی‌ها قرار گرفت.

## مدال‌آوران
| نام      | ورزش     | رویداد              | مدال | تاریخ |
| -------- | -------- | ------------------- | ---- | ----- |
| مکس میدر | قایقرانی | بادبادک فرمول مردان | برنز | ۹ اوت |

## شرکت‌کنندگان
در ۱۶ آپریل، المپیکی سابق و قایقران بادی، تان وآرن هاو به عنوان رئیس کاروان المپیکی سنگاپور در پاریس برگزیده شد. در کل، ۲۳ ورزشکار سنگاپور را در این مسابقات نمایندگی کردند که شانتی پریرا و رایان لو پرچمداران این کاروان بودند.

### براساس ورزش
| ورزش             | مردان | زنان | کل |
| ---------------- | ----- | ---- | -- |
| دو و میدانی      | ۱     | ۱    | ۲  |
| بدمینتون         | ۲     | ۲    | ۴  |
| قایقرانی         | ۰     | ۱    | ۱  |
| سوارکاری         | ۰     | ۱    | ۱  |
| شمشیربازی        | ۰     | ۲    | ۲  |
| گلف              | ۰     | ۱    | ۱  |
| روئینگ           | ۰     | ۱    | ۱  |
| قایقرانی بادبانی | ۲     | ۰    | ۲  |
| تیراندازی        | ۰     | ۱    | ۱  |
| شنا              | ۱     | ۴    | ۵  |
| تنیس روی میز     | ۱     | ۲    | ۳  |
| کل               | ۷     | ۱۶   | ۲۳ |